# AZS UŚ Katowice (futsal)
AZS Uniwersytetu Śląskiego (AZS UŚ Katowice) – polski klub futsalowy z Katowic, występujący w Futsal Ekstraklasie, najwyższej klasie rozgrywek w Polsce. 

## Historia
W sezonie 2007/2008 AZS UŚ Katowice przystąpił do rozgrywek II ligi. W pierwszych dwóch sezonach akademicy zajmowali odpowiednio 7. i 8. miejsce w lidze. W 2010 r. po reorganizacji rozgrywek drużyna z Katowic znalazła się w I lidze. W sezonie 2011/2012 AZS Uniwersytet Śląski awansował do ekstraklasy (w składzie Mateusz Andrzejewski, Dominik Borkowski, Michał Ferenc, Adam Grędysa, Krzysztof Grędysa, Łukasz Groszak, Rafał Jarzmik (grający trener), Aleksander Kolmas, Łukasz Kuś, Daniel Langner, Grzegorz Liszka, Wojciech Marynowicz, Szymon Morgała, Łukasz Porada, Przemysław Rajkiewicz, Krzysztof Trzaskalski, Tomasz Wiśniewski, Dariusz Wolański, Michał Zieja).
W swoim pierwszym sezonie na najwyższym szczeblu rozgrywkowym został sklasyfikowany na 10. miejscu.

## Skład
| Nr               | Kraj      | Imię i nazwisko    |           |           |           |           |
| Bramkarze        | Bramkarze | Bramkarze          | Bramkarze | Bramkarze | Bramkarze | Bramkarze |
| ---------------- | --------- | ------------------ | --------- | --------- | --------- | --------- |
| 1                | Polska    | Mateusz Bednarczyk |           |           |           |           |
| 23               | Polska    | Rafał Krzyśka      |           |           |           |           |
| 95               | Polska    | Wojciech Samojluk  |           |           |           |           |
| Zawodnicy z pola |           |                    |           |           |           |           |
| 7                | Polska    | Robert Gładczak    |           |           |           |           |
| 11               | Polska    | Paweł Barański     |           |           |           |           |
| 5                | Polska    | Jędrzej Jasiński   |           |           |           |           |
| 6                | Polska    | Aleksander Kolmas  |           |           |           |           |
| 91               | Polska    | Mateusz Kowaluk    |           |           |           |           |
| 10               | Polska    | Marcin Krzywka     |           |           |           |           |
| 13               | Polska    | Łukasz Kuś         |           |           |           |           |
| 93               | Polska    | Krzysztof Piskorz  |           |           |           |           |
| 17               | Polska    | Michał Słonina     |           |           |           |           |
| 77               | Polska    | Tomasz Szczurek    |           |           |           |           |
| 16               | Polska    | Łukasz Tosik       |           |           |           |           |